# コレコレ
コレコレ（1989年〈平成元年〉8月12日 - ）は、日本の男性ライバー、YouTuber、Kicker、ツイキャス王。株式会社ライバー所属。愛称は「コレたん」「コッサン」「コレコレ」。

## 来歴

### 生い立ち
1989年8月12日、広島県にて生まれる。小さいころの夢は消防士。「勉強をしろ」と怒鳴られる厳格な家庭で育ち、家にいては勉強する優等生で、夢は公務員だったという。小学生の頃、女子の友達が多いという理由からいじめを受け、不登校になる。環境を変えるために塾に通い、中学は私立の男子校を受験して入学、そのまま高校に進学した。16歳の頃、学年でトップの成績を取ったご褒美として、両親からパソコンを買い与えられ、「配信」の存在を知ると、そこから一気にのめり込んでいった。一方で成績はどんどん下がっていき、親からは「お前はパソコンに操られている2階から飛び降りるか？」と怒られたという。高校卒業後は広島の大学に進学。20歳手前の頃、一人暮らしを始める。最初から「配信一本で生きていく」と決めていたわけではなく、大学卒業に際しては就職活動を行い、大阪の会社に内定していたが、地元の広島を離れなければならないこと、配信活動が軌道に乗りかけていたことから、就職ではなく配信活動を続けることを選択した。当初は収入がなかったが、26歳くらいから有料の生放送のコンテンツを始めたところ、収入が得られるようになり、上京資金を貯め東京に転居した。

### ニコニコ生放送等での活動
2005年、「BARギコっぽいONLINE」で初めて生放送をする。最初は視聴者が3人ほどしかいなかったが、ほぼ毎日配信を続けているうちにサイトで一番の人気者になったという。しかし僅か2年でアクセス禁止にされ、「ねとらじ」や「こえ部」に移動（何れもアクセス禁止にされている）。何度もアクセス禁止が続く中、2009年7月3日にニコニコ生放送で配信を開始。配信スタイルは、雑談やエロイプ釣り、逆凸、喧嘩凸、お絵かき、声真似など。お笑いコンビのナインティナインの影響を受け、放送内で「コレコレのオールナイトニッポン」というコーナーを設けていた。始めて1週間ほどで人気が出て、2ヶ月でコミュニティ登録者が1位になった。2011年9月15日にコミュニティ人数が初の10万人に達する。それまでに万越えのコミュニティがあったが、全てBANされており、石川典行、渋谷のキング、ばくはげ画伯と共に、活動中はニコ生の四癌と呼ばれていた。2012年4月28日、ニコニコ超会議に初出演。同年8月9日、ニコニコ動画に投稿した動画が150万回以上再生された。2023年5月まで、ニコニコチャンネル『コレコレチャンネル inかがみんのBAN工場』で配信を続けた。

### ツイキャスでの活動
2013年12月12日、ツイキャスで初めて配信をする。サポーター数も順調に伸びて行き2016年8月に10万人を突破し、2018年2月17日にはツイキャス史上初のサポーター数20万人を突破した。そして、2019年7月3日にサポーター数30万人を突破。（2022年3月1日現在、サブアカウントはツイキャス内最大のサポーター数である40.6万人を突破）2023年6月からは、ニコニコ生放送に代わって、ツイキャスのメンバーシップによる有料配信を開始した。

### YouTubeでの活動
2014年12月1日、YouTubeチャンネルを開設。2016年夏頃から本格的にYouTubeへの動画投稿を始める。登録者数は2017年6月頃に10万人、2019年9月頃には100万人を突破した。動画の内容は後述の「タバコのポイ捨て注意」など実写での企画、他サイトでの生放送の切り抜き、YouTubeLiveでの雑談生放送など多岐に渡る。2018年、クリエイター事務所の「ライバー」に所属。
2019年2月8日、突如YouTubeの動画を100本以上削除。これについて約2年後の2021年1月23日、YouTubeLiveでUUUMなどから動画を削除するよう圧力をかけられていたことを告白した。 また、コレコレの動画や生放送のアーカイブがYouTubeの急上昇ランキングに載ることは絶対になく、コレコレはこれについても圧力だと主張している。
2021年1月13日、大量の虚偽通報が入ったことにより2010年から利用していたTwitterアカウントが凍結された。同月15日には解除され、「虚偽通報した者や悪質なツイートはすべて法的措置を取ります。（謝罪は受け入れません）」と警告を発表した。
1月21日、YouTuber（当時）のワタナベマホトが2020年11月から未成年の女性に対しわいせつ写真を送るよう要求していたことなどをYouTubeLiveで暴露。これが決定打となり、ワタナベは同日にUUUMとの契約を打ち切られ、3月2日にYouTuberを引退した。ワタナベは同年、3月に警視庁に逮捕されている。
6月28日、所属事務所のライバーがUUUMと資本業務提携契約を締結したと発表した。前述したようにコレコレとUUUMには以前から確執があり、所属YouTuberがコレコレに暴露されることを恐れたUUUMの「コレコレ封じ」との見方もあったが、翌29日、コレコレの生放送に所属事務所会長の飯田祐基が出演し、「UUUMとの提携はライバー所属のクリエイターにとって選択肢を増やすものであって、メリットはあるがデメリットはない」「コレコレの個人配信に対して制限をかけることはできない、と確約をとったうえで提携している」などと説明した。
2022年8月11日、3月11日にすとぷりのななもり。に内縁の妻がいながらも不倫していたことを暴露した配信の同時接続者数が51万9886人で、日本の一般人では過去最高であったと発表。

### Twitterスペースでの活動
2021年4月、当時試験運用中であった、Twitterの音声チャット機能「スペース（Spaces）」での配信をスタート。ツイキャスやYouTubeLive、ニコニコ生放送などとは打って変わり、自宅のベッドや外出先などから気軽に配信をしており、よりプライベートに近い配信スタイルとなっている。同時接続人数は毎回平均1.5～2万人で、スペースで配信をしているユーザとしてはトップクラスの動員数となっている。普段はリスナーによる特定のハッシュタグ付きのツイートに触れる形のフリートークや、音声会話機能を用いたリスナーとのコラボ会話が中心となっている。前述のトップクラスの動員数と特定のハッシュタグによるツイートにより、Twitterのトレンドに上がることが多く、コレコレのTwitterアカウントを新規にフォローするリスナーも数多くいる。リスナー層は、コレリスなどの一般ユーザに限らず、YouTuberやTikTokerといった有名インフルエンサーや、芸能人（お笑い芸人・アイドル・俳優）など多岐にわたっている。時には著名人との貴重なコラボレーションが実現することがある。

### TikTokでの活動
2022年より本格的にTikTokでの活動を始める。TikTokの動画は、過去の生放送やYouTube動画の切り抜きや旅先で撮った動画など、ジャンルを問わずに投稿している。TikTokLIVEでは顔出し配信がメインとなっており、視聴者や有名TikTokerとコラボすることも度々ある。また、2024年よりtiktoklive提携事務所「korective」を設立している。

### 年表
- 1989年8月12日 - 広島県にて生まれる[4]。
- 2005年 - BARギコっぽいONLINEで初めてネット配信をする[6]。
- 2007年8月27日 - ねとらじを始める。
- 2008年8月3日 - BARギコっぽいONLINEをアクセス禁止にされる。
- 2009年
  - 7月3日 - ニコニコ生放送で配信開始[9]。
  - 11月3日 - Justin.tvとUstreamで配信開始。
- 2010年5月頃 - 一人暮らしを始める。
- 2011年9月15日 - ニコニコ生放送のコミュニティ人数が10万人を突破。
- 2012年4月28日 - ニコニコ超会議に出演。
- 2014年
  - 2月22日 - ゲームアプリ「アブナイ黒い恋人」に大山雄大役で出演。
  - 7月6日 - ツイキャスにて最大同時視聴者数記録更新。
  - 9月 - 自身のニコニコチャンネルを開設。
  - 12月1日 - YouTubeチャンネル開設。
- 2016年
  - 1月23日 - 四癌会議。
  - 4月30日 - ニコニコ超会議2016に出演[21]。
  - 7月 - 広島県から東京都へと引っ越しする。
  - 7月12日 - テレビ番組「マツコの知らない世界」で自身の動画が紹介される。
- 2017年
  - 4月30日 - ニコニコ超会議2017に出演[22]。
  - 5月頃 - YouTubeチャンネルの登録者数が10万人を突破。
  - 5月15日 - テレビ番組「好きか嫌いか言う時間」に出演。
  - 8月26日 - コレフェス2017を開催。
  - 9月 - ツイキャスのCMに出演。
- 2018年
  - 4月29日 - ニコニコ超会議2018に出演[23]。
  - 8月5日 - Kore:ct結成[24]。
  - 12月9日 - ゲームアプリ「荒野行動」の大会で優勝、賞金獲得。
- 2019年
  - 3月1日 - 「コレコレがテレ朝でアイドルPをやってみたら」が配信開始。
  - 5月4日 - コレフェス2019を開催。
  - 8月26日 - Kore:ctとの契約終了。
  - 8月31日 - コレって恋ですか?結成[25]。
  - 9月30日 - YouTubeチャンネルの登録者数が100万人を突破。
- 2020年
  - 2月22日 - コレフェス2020を開催[26]。
  - 11月28日 - すとぷりとコラボしたツイキャスのオリジナルMV『Streamer』に出演[27][28]。
- 2021年
  - 1月12日 - コレコレ (@korekore19) - X（旧Twitter）が虚偽通報によって凍結[16]。
  - 1月15日 - Twitterアカウントが凍結解除される。
  - 4月1日 - アパレルブランド『howmeni.』（ハウメニ）販売開始。
  - 7月7日 - YouTubeLiveにて当時自身最高記録となる同時接続者数31万人を突破。
  - 7月30日 - 渋谷モディにて、「コレコレミュージアム」を開催[29]。
  - 10月8日 - 自身初の書籍『告発　誰も晒せなかったSNSのヤバすぎる闇』(宝島社) を発売。
  - 10月19日 - コレコレ (@korekore19) - X（旧Twitter）にブルーの認証済みバッジが付く。
  - 10月24日 - ラジオ番組「ちょいさき」に生出演（リモート出演）。ラジオ番組出演としては、自身初。
  - 11月19日 - ラジオ番組「JUMP UP MELODIES TOP 20」に生出演。
  - 11月24日 - ラジオ番組「大矢・高見のしゃべりスタ!」に出演（リモート収録）。
- 2022年
  - 3月9日 - YouTubeLiveにて当時自身最高記録となる同時接続者数35.9万人を突破。
  - 8月11日 - 3月11日のYouTubeLiveにて日本の一般人では過去最高となる同時接続者数51万9886人を記録したと発表[20]。
- 2023年
  - 1月4日 - 現在体重112kg　今年中体重95kgまで落とせなかったら YouTube コレコレチャンネル削除を発表した[30]。
  - 6月1日 - ツイキャスメンバーシップ（月額700円）を開設。
  - 11月28日 -  メンバーシップ3000円プラン展開。
- 2024年
  - 10月18日 -  tiktoklive提携事務所「korective」を設立。

## 人物
日本の男性相談系配信者およびYouTuberで株式会社ライバーに所属している。明るくひょうきんな部分な所もあり、毒舌な言動の中にも笑いを誘うようなトークが多く、沢山のリスナーを魅力させている。マスクで鼻だけを隠す「鼻マスク」がトレードマーク。しかし、コロナ禍を経た近年の配信では普通にマスクを付けている。マスクで顔を隠す理由については「鼻がコンプレックスで、顔の全体を見せたくない」と語っており、渋谷などではマスクを外そうとしてくる人がいるため、常に3枚は持ち歩いているという。実際、へずまりゅうにマスクを外された際には、マスクの下にさらに鼻テープを張っておくという対策をとっており、その徹底ぶりが窺える。基本的に引きこもりで、YouTube用の撮影をする場合のみ外出する。夜8時に起きて昼に寝るという昼夜逆転の生活を送っており、ツイキャスの配信は起きてすぐしている。人生のコンセプトは「楽して生きていく」だと語り、1日の睡眠時間は12時間をキープしているという。痩せる事に関しては言い訳ばかりしている。

### 待っているなら沸かすぜリスナー！
Twitterのプロフィール欄に書かれている言葉で、コレコレのキャッチフレーズ。コレコレは仕事の「やる気」について、「目には見えないけど、僕の後ろには待ってくれているファンがいるわけじゃないですか。そう思うと、あまり「やる気」がなくなるっていうことはないんですよ」と語り、この言葉を見ていつも、「よし、待っている人たちがいっぱいいるんだ。頑張ろう！」と再確認しているという。

### 趣味
趣味は温泉に入ること。また、配信をしていない日はマンガやアニメ、映画を見て過ごすことが多い。一番好きなアニメは『コードギアス 反逆のルルーシュ』で、配信でも度々作中のルルーシュ・ランペルージの台詞「撃っていいのは撃たれる覚悟がある奴だけだ！」を叫ぶ。昔はよく配信で『涼宮ハルヒの憂鬱』のキョンの声真似をやっており、『涼宮ハルヒの直観』の発売に際しコメントも寄せている。

### 交友関係
小学生の頃はクラスの人気者だったが、中学生くらいからコミュ障になり、中学、高校と友達はいなかったという。大学に入ってからも友達は作らず、今も友達は「安定のゼロ人」。後述のぷぅ～とは撮影とは関係なく会う機会が増え、「これが友達なのかな」と語っていたが、2019年11月に発生したトラブルが原因で現在絶縁状態となっている。
その後2023年1月にツイキャスLINE通話にて復縁した。

### アイドルプロデューサーとして
コレコレは2018年から2023年までアイドルプロデューサーとしての活動もしていた。当初、アイドルに対するイメージが「ただ、かわいいだけ」だったため、「ここに「おもしろさ」という要素が加わったらすごく良いグループを作れるんじゃないかなと思ったのが、プロデュース活動を始めたきっかけ」と語っている。また、テレビアニメ『ラブライブ!』を観て、アイドルに惹かれたこともきっかけの1つで、女の子が頑張っている姿や全力で努力する人に魅力を感じるという。「楽して生きたい」という夢はもう叶っているため、自分に対する今後の目標はなく、強いてあげるならアイドルを成功させることが今の目標と語っている。

#### Kore:ct
以前、プロデュースしていた女性アイドルグループ。2018年8月5日結成。2019年3月1日にはインターネット番組「コレコレがテレ朝でアイドルPをやってみたら」の配信も開始したが、同年8月26日をもって活動終了した。Kore:ctの活動期間中、彼女たちの活動に対する姿勢について、「“ネット発アイドル”を売りにしているのに、ツイートとかあんまりしない。注意してもやらない」などと苦言を呈していた。コレコレは楽曲「ステンダ」「炎上してI NEED YOU」「RE:有り体」に歌唱参加している。

#### コレって恋ですか?
以前、プロデュースしていた女性アイドルグループ。上述のKore:ctの活動終了に伴い、株式会社ライバーは後継グループを立ち上げるため、2019年6月24日より「コレコレガールズオーディション」と題して新メンバーを募集。8月31日の最終審査で5名のメンバーが選ばれ、Kore:ctから唯一残った恋遙ひよりと合わせて6人組の“配信ネイティブアイドル”として結成された。また、2021年4月30日にメンバーの癒愛みうちが家庭の事情、2021年10月2日には蒼唯みもが体調不良、2021年12月13には四葉このはが体調不良によって卒業した。その後、新メンバーオーディションを行い永遠緑もあ、満月つき、水瀬つむぎ、東雲ゆず、あか 加入。その後、あかが家庭の事情により辞退、2022年7月10日には東雲ゆずが心身の不調により卒業。2022年11月21日に、彩葉ちえり、小羽空まいの卒業とあわせてグループも2023年4月3日で解散することが、発表された。
コレコレは、コレって恋ですか？の楽曲を配信(主にYouTubeLive)のオープニング曲、エンディング曲として多用している。2022年2月現在、ツイキャス配信では「ココロノソラ」、YouTubeLiveでは「ピヨったって無限ループ」（オープニング）及び「月と機関銃」（エンディング）が使用されている。コレコレは楽曲「友達以上恋愛未満」「ライフビューイング」「#コレ恋って？」「ステンダ(Cover)」「炎上してI NEED YOU(Cover)」「モラトリアムファイター」「どうしようもないくらい君に向かっている」に歌唱参加しており、また逆にコレコレの楽曲「炎上パンチ」にはコレって恋ですか？が歌唱参加している。

### エピソード
- 広島に住んでいる頃、自宅の住所が特定され、ぐるなびに24時間経営のバーとして登録されるなどの嫌がらせを受けたことがある[38]。きっかけは自宅の洗面所で撮影した1枚の自撮り写真で、そこに写り込んだ洗面所の様子から自宅が特定されたという。上京後は住所が特定されたことはないが、住所を特定したがる人は多く、渋谷での撮影後にタクシーで跡をつけられることもあるため[38]、外出する際は常に背後に気をつけているという[3]。
- 「自分の顔をテレビに流したくない」との理由から、朝の情報番組『グッド!モーニング』に出演した際はTwitterのアイコンを自らの画像として使用した[41]。この画像については自らも詐欺画像だと自虐したほか、東京スポーツは「似ても似つかぬ少女漫画のようなイラスト」と報じた[42]。
- 生放送でホラーゲームを実況する際、分からないことがあると「渡部」[注釈 6]と名乗るYouTuberに頻繁に助けを求めている。これを観た木下ゆうかが、ホラーゲームに異常に詳しい渡部に興味を抱き連絡。その後交際に発展し、2021年7月1日にはカップルチャンネルを開設することを発表した[43]。同月27日の生放送に出演した渡部は、「コレコレさんがバイオハザードを1回でクリアしなかったから、木下ゆうかさんと繋がりました」と明かし、コレコレと視聴者を笑わせた[動画 2]。しかし、僅か4ヵ月後の同年10月29日、木下と渡部は「ゆうねこちゅ〜ぶ」にて、破局を報告し[44]、コレコレは「やっぱりインフルエンサー同士って長続きしないよねっていう一般論あるじゃないですか。まさにそれの象徴となったなぁっていう。早いなぁ本当に」と落胆した。
- 2021年8月24日、東京都港区の地下鉄白金高輪駅構内で発生したアシッドアタックで、警視庁が公開した犯人の画像がコレコレに似ていたことから、大量の通報が入った[動画 3]。内容はコレコレが福岡県久留米市の倉庫[注釈 7]に潜伏しているという内容のイタズラだったが、警察からコレコレに確認の電話がなされる事態となり、「正直笑い話になってるけどさ、被害者は顔に硫酸かけられてさ、その加害者が逃走中って時にさ、くだらねえ確認を警察がしなきゃいけないんだよ、俺に」と憤った。
- 2022年1月5日配信の動画で北海道のセブン-イレブン店員から同コンビニで扱っているおでんについて、店長の指示で既に賞味期限が切れた物を販売しているとの告発が来ているとし、証拠の動画もライブ配信した[45]。後にこの動画を見た視聴者がセブン&アイ・ホールディングスに通報したため事態を把握。セブン‐イレブン・ジャパンが札幌市内の店舗経営者に確認したところ、事実と認めたため、おでんの販売を休止すると共に札幌市保健所に報告したことを明らかにし、謝罪した[45][46][47]。

## 関連人物
HIKAKIN
- 日本を代表するYouTuberの一人で、コレコレとは同い年。YouTuberとして売れる前のHIKAKINは、ニコニコ生放送にて度々コレコレと絡み、「テトリス コレコレさんRemix」、「コレコレさんいらっしゃい」など、コレコレのために即興で作った曲を披露するなどしていたが、その後次第に関係性は薄れていき、HIKAKINがトップYouTuberになった後には、相互状態だったTwitterのフォローも外されてしまった。しかし、先述の経緯があるため、コレコレはHIKAKINのことを一方的に「弟子」と呼んでおり、現在でも度々ネタにしている。
- HIKAKIN側がコレコレに言及することは一切なかったが、2020年12月にミルダムで行った生放送中に、「コレコレ最強って（コメントが）めっちゃ来てんな」と笑いながら発言し、視聴者のコメントを拾う形でほんの一瞬だけコレコレの存在に触れた。

もこう
- ゲーム実況者。コレコレともこうは元々ニコニコ動画で活動していたが、もこうが先にYouTubeでの活動を始め、2016年のニコニコ超会議で、コレコレにもYouTubeを始めるよう勧めた。「もう今（から始めるのは）厳しいんじゃないかな」と渋るコレコレに対し、「コレコレのコンテンツ力は間違いないからやった方がいい」と背中を押したという。
- もこうが声優と交際していることとその声優が浮気していることを配信で暴露し、最終的に引退まで追い込んでいる。

イケメン神様ぷぅ～
- YouTubeチャンネルのほとんどの実写企画に出演していたコレコレの相棒的存在。元々は視聴者の一人で、コレコレのオフ会に参加したことがきっかけで連絡を取り合うようになったという。コレコレは「話も合いますし、面白い人なんで一緒に動画を作っています」と語っていたが、2019年11月に2人の間でトラブルが発生。ぷぅ～はTwitter上で「コレコレチャンネルにはもう出演しない」と発言し、以降絶縁状態となった。2018年以来2度目の絶縁である。絶縁状態となってから2年が経過した2023年1月5日、コレコレのツイキャスに電話出演し和解した。

ラファエル
- コレコレのYouTube活動開始初期から絡みがあり、現在でも交流がある数少ないYouTuberのうちの一人。コレコレは「ラファさん」と呼んでおり、実写でも度々コラボすることがあるほか、YouTubeLiveではほぼ毎回のように「ラファエルに電話」というコメントが流れるため、視聴者のリクエストに応える形で通話出演している。出演後にはスーパーチャットを上限額の5万円投げることが多い。

へずまりゅう
- コーラとメントスを持って有名YouTuberに凸撃を繰り返していた迷惑系YouTuber。コレコレに対しても「渋谷に来い」と挑発していたため、コレコレの方から逆凸。大声を出して騒ぐへずまに対し、最初は呆れていたコレコレだったが、「君みたいな大きな声出すんやったら、タバコのポイ捨て注意しようよ、一緒に」と提案。へずまを動画撮影に同行させる。その後もへずまが起こす様々な事件を配信で取り上げていたが、へずまの迷惑行為は次第にエスカレートしていき、ついに2020年7月11日、窃盗容疑で逮捕された。逮捕後もコレコレとへずまの交流は続いており、10月17日のYouTubeLive内では勾留中のへずまから送られてきたという手紙が紹介された。
- 2021年1月12日、コレコレはYouTubeLive内でへずまりゅうのSNS引退を伝えたが、わずか4日で「一般人は暇すぎるから有名人に戻るわオラ」とSNS引退を撤回した。

木下ゆうか
- コレリスを自称している大食い系YouTuber。UUUMを脱退したことで、2020年の夏ごろから、コレコレの生放送に頻繁にコメントを書き込むようになる。8月12日には、コレコレの誕生日ライブに登場。UberEatsを利用して会場に食べ物が大量に届いたため、得意の大食いを披露した。同月15日にも、「言いたいことがある」といってサブチャンネルの生放送に電話出演。「ガチ恋さんに対して、優越感みたいな？」、「ステージが違うんですもん、レベルが違うじゃないですか」などと煽るような発言を繰り返し、不満のある視聴者とは通話で直接対決したが、最終的に同放送内で「気分を悪くされた皆さん、本当に申し訳なかったです」と謝罪するに至った。以降はコメントを控えるようになったが、10月30日に公開された『炎上パンチ』のMVに出演し、久々にコレコレとコラボした。

## 企画

### タバコのポイ捨て注意
東京都渋谷区の禁煙エリアでタバコを吸っている人を注意し、喫煙所の中で吸うよう促す恒例企画。「タバコポイ捨て撲滅シリーズ」と題して、度々行われている。中には1,000万再生を越える動画も存在し、コレコレのYouTube上での知名度を上げた代表的な企画といえる。本人もコレコレを初めて見る人におすすめしたい動画シリーズだと述べている。相方として出演するイケメン神様ぷぅ～が注意を促した相手と喧嘩に発展する事も多く、過激な内容になる事も多い。コレコレはタバコを嫌っており、広島から上京してきた際、タバコがいっぱい道に落ちている渋谷の様子に驚き、「何で誰も掃除しないの？」「何で誰も注意しないの？」という思いからこの企画を思いついたという。

### 万事屋
コレコレが『銀魂』の主人公、坂田銀時に扮し、視聴者から寄せられた様々な依頼を解決する企画。志村新八役はぷぅ～が担当していたが、ぷぅ～がコレコレと絶縁して以降は渡部が担当している。また、神楽役の女性は毎回別の人物に代わっている。
|   | タイトル                             | 依頼内容                                             | 公開日         | 動画URL                                                              |
| - | ------------------------------------ | ---------------------------------------------------- | -------------- | -------------------------------------------------------------------- |
| 1 | ブスを整形級メイクで美人にしてみた   | 不細工で悩んでいるので、整形級のメイクを教えてほしい | 2017年4月23日  | ブスを整形級メイクで美人にしてみた - YouTube                         |
| 2 | 潰れる寸前の謎のペットカフェがやばい | 客が全く来ないので何とかしてほしい                   | 2019年5月29日  | 潰れる寸前の1日に客が2人しか来ない謎のペットカフェがやばい - YouTube |
| 3 | 保護猫カフェの実態…捨てられた猫達    | コロナ禍で客が来ないのでアドバイスしてほしい         | 2020年11月22日 | 保護猫カフェの実態…捨てられた猫達、客が来ない、厳しい現状 - YouTube  |

### YouTube闇ニュース
コレコレが行うYouTubeLive。生放送出身のコレコレの集客力は他のYouTuberと一線を画し、2022年3月11日には、YouTubeLiveでの自身最高となる同時接続数48万人超を記録した。元々は視聴者のお悩み相談が主だったが、色々な案が瞬時に集まり、おもしろいように解決していくため、有名人の暴露話がコレコレのもとに集まるようなったという。多くの人が情報を寄せることについてコレコレ自身は、「僕の視聴者には弁護士、医者、TV関係者など様々な人間が集まっており、どんな悩みでもその話題に特化して詳しい人がいるため解決に繋がることが多い。解決すると「コレコレの所に行けば解決してもらえるらしい」という噂が広まり、また人が集まる」と分析している。警察や弁護士ではなく、なぜコレコレに相談するのか、という意見も見られるが、2020年10月13日にコレコレのYouTube闇ニュースに電話出演し、過去にマネージャーから受けていたセクハラ被害を告発した歌手のELISAは、「皆さんに本当の事実を伝えられただけで、私は結構救われた部分があって」と発言。コレコレもこれに関して、「皆に伝えることで救われる、心の気持ちが軽くなる。だから色んな人（が俺に）言うんやろうな、溜め込んでるもの」と述べている。
自身の同接記録を更新した放送回
| 放送日        | 主な内容                                                                 | 同時接続者数 | 動画URL                                                                          |
| ------------- | ------------------------------------------------------------------------ | ------------ | -------------------------------------------------------------------------------- |
| 2020年7月18日 | ゆりにゃ、戦慄かなのの薬物使用疑惑                                       | 9.6万人超    | ゆりにゃ、戦慄かなの疑惑から逃亡で警察沙汰に？ - YouTube                         |
| 2020年9月8日  | てんちむ、かねこあや騒動                                                 | 12.3万人超   | てんちむ遂に引退か やばい内容が載ってる裏垢がまた流出してしまう - YouTube        |
| 2021年1月21日 | ワタナベマホトの暴露                                                     | 17.5万人超   | マホトいい加減にしてくれ 結婚発表したが裏でガチで許せない行為発覚 - YouTube      |
| 2021年6月24日 | あやなん、コムドットなどの超人気YouTuberの“自粛破りの大パーティ”について | 19.7万人超   | コムドット、あやなん有名YouTuber31人が自粛破りの大パーティを隠れて開催 - YouTube |
| 2021年7月7日  | みっき～（みきおだ）の暴露                                               | 31.6万人超   | 大物YouTuber「みっき～」の警察沙汰事件 - YouTube                                 |
| 2022年3月9日  | ななもり。（すとぷり）の暴露                                             | 35.9万人超   | 映像 - YouTube                                                                   |
| 2022年3月11日 | ななもり。（すとぷり）の暴露の続報                                       | 51万9886人   | 映像 - YouTube                                                                   |

### 嫌いなYouTuber選手権
年末の恒例企画。視聴者からSkypeなどで直接通話を受け付け、その年に一番嫌われているYouTuberを独自に決定する。2017年のみ3月と12月の2回行われたが、それ以降は年に1回、年末に開催されている。また、2021年は実施していない。はじめしゃちょーの3股疑惑を暴露したみずにゃん（2017年）、実際には亡くなっていない祖父を亡くなったことにした桐崎栄二（2019年）、親友だったてんちむと裁判沙汰にまで発展したかねこあや（2020年）など、その年のYouTubeにおける世相を窺い知ることができる。
| 受賞者         | 放送日         | 票数 |
| -------------- | -------------- | ---- |
| ポッキー       | 2017年3月19日  | 8    |
| みずにゃん     | 2017年12月8日  | 12   |
| フィッシャーズ | 2018年12月21日 | 15   |
| 桐崎栄二       | 2019年12月15日 | 13   |
| かねこあや     | 2020年12月26日 | 40   |

### ミュージックビデオ
| MV公開日       | 曲名                   | 制作者 | ゲスト出演 | URL         |
| -------------- | ---------------------- | --- | --- | ----------- |
| 2012年11月10日 | キミとポッキーゲーム   | - 作詞：コレコレ、コレコレリスナー - 作曲：POCKYCREATORS | - | [ 動画 15 ] |
| 2016年11月11日 | キミとポッキーゲーム   | - 作詞：コレコレ、コレコレリスナー - 作曲：POCKYCREATORS | - | [ 動画 16 ] |
| 2020年2月20日  | Go This Way!           | - 作詞・作曲・編曲：金崎真士 | - | [ 動画 17 ] |
| 2020年10月30日 | 炎上パンチ             | - 作詞・作曲・編曲：Mulato hate Asparagus - Programming & All Instruments：Mulato hate Asparagus - Recording Engineer：飯島絵莉子 Recorded at submarine studio - Mixing Engineer：阿部幸介 - Music Management：大友民生（グローブ・エンターブレインズ） - Mastering Engineer：山崎 翼（Flugel Mastering） - Director：まつだセンパイ（SEP） - Cinematography：マミタソ - Lighting Diretor：NOTシュウヘイBUT飯田 - Hair & Make up：片岡順子、藤谷朋未、伊澤聖奈 - Production Manager：大友紀誉彦（SEP） - Producer：SASAKIN（SEP） - Production：SEP | - うさたにパイセン - かねこあや - 木下ゆうか - しんやっちょ - シイナナルミ - 戦慄かなの - たくみなかう - たっくーTVれいでぃお - 超無課金/αD代表 - Nisekin TV - はてにゃん - みずにゃん - 望月める - モーリー（禁断ボーイズ） - ゆうかん（映り込み系YouTuber） - 鈴木ゆゆうた - ゆりにゃ&サイトウたいちょー - ラファエル - 雑魚ちゃん - コレって恋ですか? | [ 動画 18 ] |
| 2022年3月13日  | 推しに願いを           | - 作詞・作曲・編曲：おぞうにP - Programming & All Instruments：おぞうにP - Editor：丹野豊一（IMAGICA Lab.) - Mixer：横井秀也（IMAGICA Lab.） - Director：松田広輝（SEP） - Assistant Director：中島希望 - Cinematography：小山麻美 - Lighting Diretor：飯田紗希 - Art Director：和田進之介 - CG Director：笠原裕美子 - Hair & Make up： - Stylist：後藤泰治 - Production Manager：横山莉名（SEP） - Producer：佐々木視紀（SEP） - Production：SEP                                                                                                   | - 戦慄かなの - いわたまあり - かねこあや - 癒愛みうち（元コレって恋ですか?） - こがちゃん - 混沌さん - さとゆ - 渋谷りゅうき - sera - しーしーしょうま - たかやん - 楽しんご - 超無課金/αD代表 - なまはむこOLの日常 - Nisekin TV - 二ファエル - はうきくん - ヒカル - ぷりん将軍 - へずまりゅう - ホス狂いあおい - みっき～（みきおだ） - むめい - メンヘラあい - もあ - ゆりにゃ - ラファエル - りっくん（ほすちる） - 六本木のおりさ - コレって恋ですか? - バーレスク東京 - おこさまぷれ〜と。 - 社会人ですが何か？ | [ 動画 19 ] |
| 2023年4月28日  | ゼロ距離カウントダウン | - 作詞：ケリー - 作曲・編曲：山下和彰 - Director：須永秀明 - Director of Photography：渡邉研司 - Lighting Director：渡辺良平 - Choreographer :野本清 - Hair & Make up :松山麻由美 - Stylist：倉島千佳 - Production Manager：麦井昴輝 - Producer：佐々木視紀 | - | [ 動画 20 ] |

## 楽曲
- キミとポッキーゲーム（2012年[動画 15]、2016年[動画 16]）
- Go This Way!（2020年[動画 17]）
- 星屑のレゾナンス（2020年[60]）
- 炎上パンチ（2020年[動画 18]）
- 推しに願いを（2022年[動画 19]）
- ゼロ距離カウントダウン(2023年)

## 書籍
- 『告発　誰も晒せなかったSNSのヤバすぎる闇』（2021年10月8日 宝島社） ISBN 978-4299019202

## 出演

### テレビ
- 好きか嫌いか言う時間（2017年5月15日、TBSテレビ）
- ハルカウエノセカイ（2018年12月13日、TOKYO MX）[61]
- サン・ジェルマン伯爵は知っている（2019年4月17日、テレビ朝日）[62]
- マツコの知らない世界（2020年6月2日、TBSテレビ）[注釈 13]
- グッド!モーニング（2021年1月26日、テレビ朝日）[41]
- バイキング（2021年1月27日、フジテレビ）[63]

### ラジオ
- ちょいさき（2021年10月24日、NACK5）
- JUMP UP MELODIES TOP 20（2021年11月19日、TOKYO FM）
- 大矢・高見のしゃべりスタ!（2021年11月24日、アール・エフ・ラジオ日本）

### インターネット配信
- コレコレがテレ朝でアイドルPをやってみたら（2019年3月1日 - 5月24日、テレ朝動画）

### 映画
- 三大怪獣グルメ（2020年6月6日、パル企画、監督：河崎実）- YouTuber 役[64]

### ドラマ
- 箱庭のレミング（2021年7月8日、ABEMA）- 迷惑系YouTuber役
- 卒業式に、神谷詩子がいない 第4話（2022年3月20日、日本テレビ）[65]

### オリジナルビデオ
- Not Found 25 -ネットから削除された禁断動画-（2016年5月3日、アムモ98） - 本人役[66]
  - File:3「呪われた部屋の謎 －前編－」
  - File:6「呪われた部屋の謎 －後編－」
- 恐怖の配信物語〜呪われた3編〜　- 本人役

### CM
- ツイキャス（2017年[67]）

### ゲーム
- アブない黒い恋人（2014年） - 大山雄大役
- 荒野行動（2019）- 東京マップ(看板に掲載)
- キングダムオブヒーローズ（2020年） -ナレーション